# Where to Invade Next
Pour plus de détails, voir Fiche technique et Distribution.
Where to Invade Next est un film documentaire américain réalisé par Michael Moore, sorti en 2015. Il est présenté au Festival international du film de Toronto en 2015. En Europe, il est présenté à la Berlinale 2016 dans la section Berlinale Special.

## Synopsis
Les États-Unis ont toujours fait la guerre pour prendre des richesses aux pays vaincus.
Les guerres contre l'Irak et contre le Vietnam ont été perdues.
Et si les Américains, représentés ici par Michael Moore, allaient « envahir » l'Europe pour y « voler » les bonnes idées, plutôt que le pétrole ou l'or...

## Fiche technique
- Titre français : Where to Invade Next
- Réalisation : Michael Moore
- Production : Carl Deal, Tia Lessin et Michael Moore
- Narration : Michael Moore
- Cinématographie : Richard Rowley et Jayme Roy
- Montage : Pablo Proenza, Todd Woody Richman et Tyler H. Walk
- Sociétés de production : Dog Eat Dog Films et IMG Films
- Société de distribution : NEON
- Pays d'origine :  États-Unis
- Langue : allemand, anglais, arabe, finnois, français, italien, norvégien, portugais
- Format : Couleurs - 35 mm
- Genre : documentaire
- Durée : 120 minutes
- Date de sortie :
  - 10 septembre 2015 : Canada (Festival international du film de Toronto)
  - février 2016 : Allemagne (Berlinale 2016)
- Box office :
  - 4,4 millions de $ US[2]

## Distribution
- Michael Moore : lui-même
- Claudio Domenicali : directeur général de Ducati
- Krista Kiuru : ministre de l'Éducation finlandaise du 24 mai 2013 au 29 mai 2014.
- Tim Walker : professeur américain en Finlande